# Architekt roku
Architekt roku je česká soutěž pro architekty, jejímž vypisovatelem je ABF, a. s., pořadatel stavebního veletrhu FOR ARCH. Cena je udělována osobě nebo osobám, které se v uplynulých pěti letech svým inovativním přístupem významně zasloužily o architekturu v České republice konkrétními tvůrčími nebo organizačními činy, a to jak návrhy domů, stavbami měst a tvorbou krajiny, tak prací teoretickou, vzdělávací, propagační, publikační i popularizační.
Od roku 2016 je také udělována cena ve zvláštní kategorii „Architekt obci“.

## Seznam laureátů
| Rok  | Laureáti                | Finalisté                                                                            |
| ---- | ----------------------- | ------------------------------------------------------------------------------------ |
| 2013 | Antonín Novák           | Adam Gebrian, Jan Šépka, Stanislav Fiala, Josef Pleskot                              |
| 2014 | Josef Pleskot           | Adam Gebrian, Petr Hájek, Pavla Melková, Martin Rajniš                               |
| 2015 | Adam Gebrian            | Petr Hájek, Pavel Hnilička, Roman Koucký, Ladislav Lábus                             |
| 2016 | Marcela Steinbachová    | Michal Kuzemenský, Zdeněk Sendler, Ivan Kroupa, Yvette Vašourková a Igor Kovačević   |
| 2017 | Kateřina Šedá           | ORA, Projektil architekti, 4AM                                                       |
| 2018 | Petr Hájek              | Michal Kuzemenský, Zdeněk Fránek, Petr Hlaváček, MJÖLK architekti                    |
| 2019 | Stanislav Fiala         | Ellement architects, Zdeněk Fránek, Petr Stolín a Alena Mičeková, Petr Všetečka      |
| 2020 | Zdeněk Fránek           | Ateliér 111 architekti, Cosa.cz, Petr Janda, ov-a                                    |
| 2021 | Petr Stolín             | Kuba & Pilař architekti, Petr Janda, David Kraus                                     |
| 2022 | Kuba & Pilař architekti | Mirko Baum, Roman Koucký, Ivan Kroupa, Jan Magasaník                                 |
| 2023 | Ivan Kroupa             | Roman Brychta, Markéta Cajthamlová, Marek Chalupa, Roman Koucký                      |
| 2024 | Roman Koucký            | Atelier bod architekti, Ellement architects, EHL & KOUMAR ARCHITEKTI, Tomáš Hradečný |

## Architekt obci
Toto ocenění je udělováno Ministerstvem pro místní rozvoj, Svazem měst a obcí, časopisem Moderní obec a od roku 2020 ve spolupráci s Českou komorou architektů a Asociací pro urbanismus a územní plánování.  Cena je vždy udělena architektovi a obci, tedy spolupracujícímu týmu, který se v uplynulém období nejméně pěti let svým inovativním přístupem významně zasloužil o architekturu a rozvoj veřejného prostoru v dané obci konkrétně realizovaným či částečně realizovaným dílem.

### Seznam laureátů
| Rok  | Laureáti                                | Laureáti       | Finalisté |
| Rok  | Obec                                    | Architekt      | Finalisté |
| ---- | --------------------------------------- | -------------- | --- |
| 2016 | Litomyšl                                | Zdeňka Vydrová | Líbeznice – Atelier M1 architekti, Trojanovice – Kamil Mrva, Lužná – Václav Dvořák                                    |
| 2018 | Ostrava – Mariánské Hory a Hulváky      | Iva Seitzová   | Prostřední Bečva – Henkai architekti, Nové Sedlice – Břetislav Světlík, Lužná – Václav Dvořák                         |
| 2019 | Vysoké Mýto, Poděbrady, Ústí nad Orlicí | Milan Košař    | Český Krumlov – Ondřej Busta, Klatovy – Eva Brandová Kováříková, Karlovy Vary – Petr Kropp, Litoměřice – Jan Mužík    |
| 2020 | Soběslav                                | Jaromír Kročák | Bratčice – Dan Šamánek, Havlíčkův Brod – Aleš Burian, Hodice – Milan Nytra, Hana Nytrová, Holasovice – Lubomír Dehner |
| 2021 | Havlíčkův Brod                          | Aleš Burian    | České Budějovice – Miroslav Vodák, Kolín – David Matásko, Orlová – Ivan Wahla a Tomáš Rusín                           |
| 2022 | Řevnice                                 | Daria Balejová | České Budějovice – Miroslav Vodák                                                                                     |
| 2023 | Dolní Břežany                           | Anna Šlapetová | Trojanovice – Kamil Mrva                                                                                              |
| 2024 | Kolín                                   | David Mateásko | Palkovice – Kamil Mrva                                                                                                |